# Valdebenito Rock
Der Valdebenito Rock (englisch; spanisch Islote Valdebenito) ist ein großer Klippenfelsen im Archipel der Südlichen Shetlandinseln. Er liegt nördlich von Canales Island vor dem Ferrer Point im Südosten der Discovery Bay von Greenwich Island.
Wissenschaftler der 1. Chilenischen Antarktisexpedition (1946–1947) nahmen Vermessungen vor und benannten ihn. Namensgeber ist ein Offizier an Bord des Forschungsschiffs Iquique bei dieser Forschungsreise. Das UK Antarctic Place-Names Committee übertrug diese Benennung 2005 in angepasster Form ins Englische.